# Черноточечные моли
Черноточечные моли (лат. Ethmiinae) — подсемейство молевидных бабочек из семейства Elachistidae. Некоторые систематики помещают его в семейства Oecophoridae или Depressariidae. Ранее рассматривалось как самостоятельное семейство Ethmiidae.

## Описание
Небольшие бабочки с размахом крыльев от 12 до 36 мм. Глазки отсутствуют, фасеточные глаза относительно крупные. Максиллярные щупики состоят из 1—4 члеников, рудиментарные, а хоботок может быть редуцированным. Лабиальные щупики длинные.
Ярко окрашенные гусеницы ведут полуоткрытый образ жизни, обгрызают цветки и листья растений из семейств бурачниковых и лютиковых.

## Ареал
Встречаются почти во всех частях света, но главным образом, в степных, полупустынных и горных районах южной Палеарктики. Известно более 200 видов, в Палеарктике два рода и около 100 видов.

## Роды
- Agrioceros
- Anesychia
- Azinis
- Babaiaxa
- Betroka
- Ceratophysetis
- Chrysethmia
- Cyrictodes
- Dasyethmia
- Disthymnia
- Erysiptila
- Ethmia (Ethmia blaineorum)
- Macrocirca
- Psecadia
- Pseudethmia
- Sphecodora
- Tamarrha
- Theoxenia